# Омелин, Николай Титович
Никола́й Ти́тович Оме́лин (4 (17) октября 1916; деревня Сельги Повенецкого уезда Олонецкой губернии — 29 августа 2001, Москва) — Герой Советского Союза (1943), полковник (1952).

## Биография
Родился 4 (17) октября 1916 года в деревне Сельги Повенецкого уезда Олонецкой губернии. Карел. В 1929 году окончил 6 классов школы в родном селе. Работал лесорубом и сплавщиком леса в Паданском леспромхозе (Медвежьегорский район).
В армии с октября 1937 года. Служил в пехоте (в Сибирском военном округе). В 1939 году окончил курсы младших лейтенантов (город Красноярск). Служил командиром взвода в пехоте (в Сибирском военном округе).
Участник советско-финляндской войны: в январе — марте 1940 года — командир комендантской роты 1-й стрелковой дивизии Финской Народной Армии.
Продолжал службу в пехоте командиром роты (в Ленинградском военном округе).
Участник Великой Отечественной войны: в июне — сентябре 1941 — командир роты 52-го стрелкового полка (Северный и Карельский фронты). Участвовал в оборонительных боях в Карелии. 27 сентября 1941 года был ранен в руки и ноги, до декабря 1941 года находился на излечении в госпитале в городе Беломорске.
С декабря 1941 года по ноябрь 1942 года — командир роты, заместитель командира и командир батальона 758-го (с марта 1942 года — 68-го гвардейского) стрелкового полка (Карельский и Северо-Западный фронты). Участвовал в оборонительных боях в Карелии и на демянском направлении. 20 мая 1942 года был ранен в голову и правую руку, месяц лечился в госпитале в городе Кемь. 29 ноября 1942 года ранен в правую ногу и до марта 1943 года находился в госпитале в городе Шарья (Костромская область). В июле 1943 года окончил курсы «Выстрел».
С июля 1943 года по август 1944 года — командир батальона 10-го гвардейского стрелкового полка (6-я гвардейская стрелковая дивизия, 17-й гвардейский стрелковый корпус, 13-я армия, Центральный и 1-й Украинский фронты). Участвовал в Орловской операции, битве за Днепр, Житомирско-Бердичевской, Ровно-Луцкой, Проскуровско-Черновицкой и Львовско-Сандомирской операциях.
Особо отличился при форсировании Днепра. 23 сентября 1943 года с батальоном форсировал реку в районе села Верхние Жары (Брагинский район Гомельской области, Белоруссия). Захватив плацдарм на правом берегу Днепра, батальон под его командованием удерживал его до тех пор, пока не переправились основные силы дивизии. 26 сентября 1943 года в бою на плацдарме, отражая атаку противника у села Каменка (ныне не существует, территория Иванковского района Киевской области, Украина), его батальон уничтожил 5 танков, захватил в качестве трофеев 2 танка и самоходное орудие. 29 сентября 1943 года был тяжело ранен и до ноября 1943 года находился в медсанбате.
За мужество и героизм, проявленные в боях, Указом Президиума Верховного Совета СССР от 16 октября 1943 года гвардии капитану Омелину Николаю Титовичу присвоено звание Героя Советского Союза с вручением ордена Ленина и медали «Золотая Звезда».
В 1948 году окончил Военную академию имени М. В. Фрунзе. В 1948—1956 годах — преподаватель кафедры истории военного искусства и старший преподаватель кафедры тактики в Военно-юридической академии. В 1956—1957 годах — помощник начальника Московского суворовского военного училища по строевой части. В 1957—1961 годах — преподаватель и старший преподаватель военной кафедры Московской государственной консерватории, с 1961 года — старший преподаватель военной кафедры Московского авиационного института. С ноября 1971 года полковник Н. Т. Омелин — в запасе.
До 1985 года продолжал работать преподавателем на военной кафедре Московского авиационного института.
Жил в Москве. Умер 29 августа 2001 года. Похоронен на Армянском кладбище в Москве.

## Награды
- Герой Советского Союза (16.10.1943);
- орден Ленина (16.10.1943);
- орден Красного Знамени (5.08.1944);
- орден Александра Невского (13.09.1943);
- два ордена Отечественной войны 1-й степени (21.02.1944; 11.03.1985);
- орден Отечественной войны 2-й степени (31.01.1943);
- орден Красной Звезды (21.08.1953);
- медали;
- американский орден «Легион почёта» степени офицера (1944).

## Семья
Супруга (первый брак)- Алла Сергеевна Омелина
Супруга (второй брак) - Арига Николаевна Омелина.

## Память
- Портрет Н. Т. Омелина установлен в Галерее Героев Советского Союза — уроженцев Карелии, открытой в 1977 году в Петрозаводске.
- Мемориальная доска в память об Омелине установлена Российским военно-историческим обществом на здании Паданской средней школы Медвежьегорского района, где он учился.

## Сочинения
- Мы врагу не давали пощады // Незабываемое. Воспоминания о Великой Отечественной войне. — Петрозаводск, 1974